# Вима Кадфиз

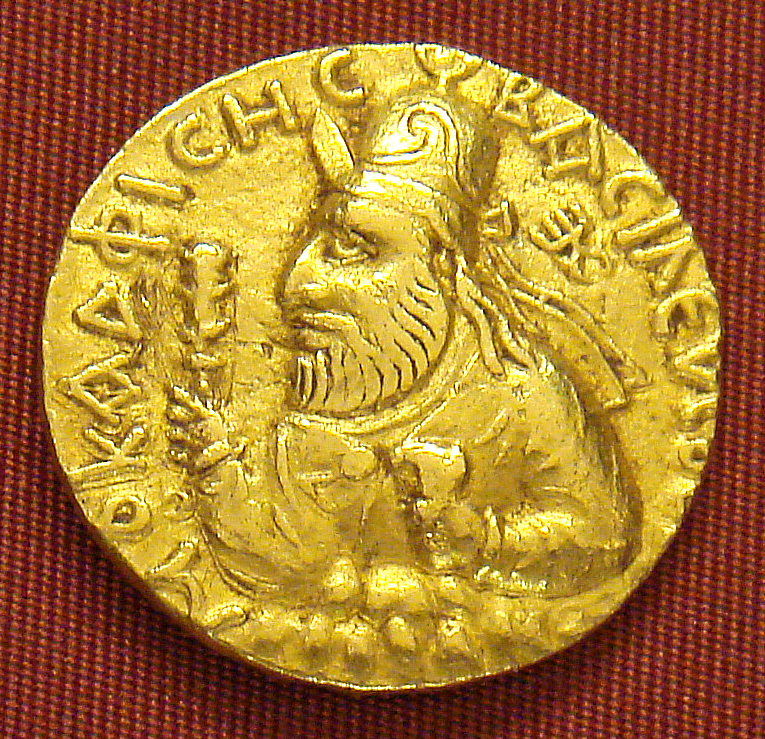
Золотой статер Вимы Кадфиза. Легенда лицевой стороны на греческом: ΟΟΗΜΟ ΚΑΔΦΙϹΗϹ ΒΑϹΙΛΕΥϹ («Ooimo Kadphisis Basileus»): «Царь Вима Кадфиз».

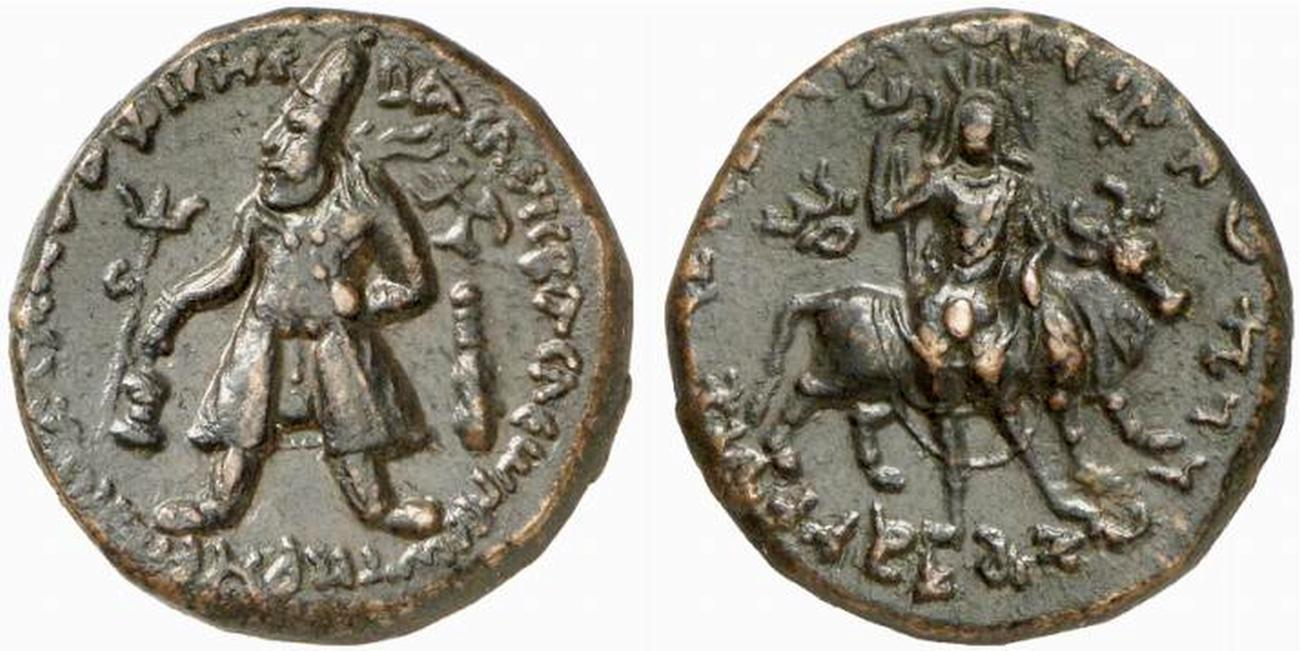
Наиболее распространённый тип медной тетрадрахмы Вимы Кадфиза. Лицевая сторона: царь в высоком коническом головном уборе, перевязанном диадемой, и в кафтане с полами, расходящимися ниже пояса, стоит перед жертвенником. Голова повернута влево. Правая рука — над жертвенником, левая — у пояса. Оборотная сторона: Бог Шива изображен в фас, стоящий перед быком. Голова Шивы повернута влево, волосы собраны в пучок. Правой рукой опирается на трезубец-секиру.

Вима Кадфиз (Кадфиз II) (бактр. ΟΟΗΜΟ ΚΑΔΦΙϹΗϹ, кит. 阎膏珍 [Яньгаочжэнь]) — третий правитель Кушанского царства, первый великий кушанский царь. Родился в городе Гиссар.

## Датировки правления
Имеются различные подходы к определению точной даты правления Вима Кадфиза. Согласно Е. В. Зеймалю, царь Вима Кадфиз правил около 230—278 гг. н. э. Аналогичной даты правления придерживается и В. Тюнибекян. Иные, по большей части современные исследователи «отодвигают» дату правления царя Вимы Кадфиза более чем на 170 лет. Так, Х. Рачаудхури (Raychaudhuri, Hemchandra) указывает в качестве даты правления Вимы Кадфиза — 47-78 г. н. э. Эта же дата приведена в Советской исторической энциклопедии.
Согласно Л. А. Боровковой, Вима Кадфиз правил в 80-103 гг. н. э. Согласно Р. Брэси (Bracey, Robert), указанный царь правил в промежуток времени, приходящийся на 80-115 гг. н. э. По данным, приведённым Отделом нумизматики Государственного музея изобразительных искусств им. А. С. Пушкина применительно к датировке монет Вимы Кадфиза, этот царь правил около 75-100 г. н. э. Согласно англоязычной версии Википедии периодом правления Кадфиза II являются 90-100 годы н. э. В сфере коммерческой нумизматики за период правления Вимы Кадфиза берутся 100—127/8 годы н. э.
Различия в установлении истинного периода правления Вимы Кадфиза объясняются достаточно скудными историческими источниками, важнейшими из которых выступает нумизматический материал. При этом монеты не содержат датировки. Сами по себе сведения о Кушанском царстве противоречивы, эпизодически и разнородны.

## Правление
Вима Кадфиз в начале своего правления смог завоевать Центральную Индию (царство Тяньчжу) и значительно увеличил могущество Кушанской империи. Он стал чеканить полновесные золотые и серебряные монеты с изображением бога Шивы.
Известно посольство от Вимы Кадфиза в Китай в 87 году с предложением династийного брака, послы сообщили китайцам сведения о Кушанском царстве, зафиксированные в летописи «Хоу Хань Шу» (История Поздней Династии Хань). Предположительно, китайские власти испугались мощного царства, и посольство после заключения договоров было убито на пути назад военачальником Бань Чао, занимавшим Яркенд и Кашгар. В 90 году кушаны послали войска в поисках посольства, но Бань Чао удалось спрятать запасы продовольствия, войско ограбило население и вернулось, не найдя пропитания.

## Альтернативные версии
Рабатакская надпись говорит о том, что сыном Куджулы Кадфиза был Вима Такто, а Вима Кадфиз был его внуком. Поэтому существует мнение, что Вима Такто правил в промежутке, и ему приписывают деяния Вимы Кадфиза — отношения с Китаем, завоевание Индии, массовый выпуск монет под именем Сотер Мегас.